# 言葉飄落的夏日風鈴
《言葉飄落的夏日風鈴》（言の葉舞い散る夏の風鈴）是Silky's Plus DOLCE在2018年12月21日發售的戀愛冒險類型成人遊戲。

## 故事簡介
波瀨督因為跟著家人四處搬家的關係，因此必須留級，在新學期的第一天，督遇見了跟他一樣是留級生的真額詞葉。在班會的自我介紹時，督被詞葉影響而自爆了自己喜歡動漫的事情，此一舉動被同班同學野原優注意到，並邀請督成立聲優社。

## 登場角色
波瀨督（聲：倉島丈）
作品男主角，櫻之宮學園一年級生，因為跟家人四處奔波而留級。是御宅族，尤其喜歡聲優「日華心」的作品。
真額詞葉（聲：櫻川未央）
督的同班同學，實際身分是督崇拜的聲優「日華心」，因為工作繁忙的關係而留級。個性開朗且喜歡惡作劇。
野原優（聲：遙空）
督的同班同學，容易怯場，總是戴著耳機。喜歡讀官能小說以及聽尺度較大的廣播劇CD。
菩提樹仰子（聲：くすはらゆい）
督的同班同學，因為身體不好而留級了兩次。曾參加戲劇社的甄選，但因為演技拙劣而落選。失落之餘曾想過創立聲優同好會。
百花奏（聲：秋野花）
督的同班同學，因為雙腳的疾病而需藉輪椅代步。和督在中學時曾見過面，但督並不記得。由於沒辦法出去外面玩，所以衍生了觀賞舞台劇與廣播的興趣。

## 主題曲
片頭曲
作詞、作曲、主唱：藥師琉璃，編曲：根本克則
片尾曲
作詞、作曲、主唱：藥師琉璃，編曲：根本克則

## 評價
《言葉飄落的夏日風鈴》在Getchu.com舉辦的美少女遊戲大賞2018中獲得綜合部門第18名、劇本部門第8名、影片部門第10名。於2018年度「萌系遊戲大賞」獲得月間賞及聲音賞，並於年間排名獲得第5名。

## 外部連結
- 言葉飄落的夏日風鈴遊戲官網 （页面存档备份，存于）（日語）